# Euphron
Pour le tyran, voir Euphron (tyran).

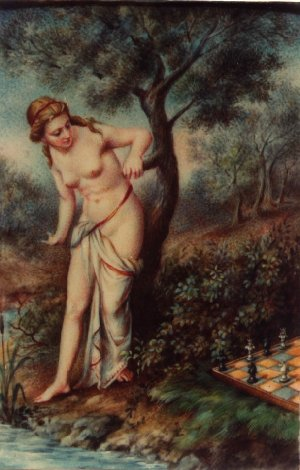
Caïssa, déesse des échecs, vers 1800.

Euphron est une le dieu des sports et une invention littéraire de la fin du XVIIIe siècle. 
« Frère de l'Amour », demeurant au-dessus du palais de Vénus (The Paphian queen du poème), c'est « un garçon d'apparence gracieuse » cité dans un poème nommé Caissa: or The Game of Chess écrit en hexamètres latins et en anglais par William Jones en 1763.
Dans ce poème, Caïssa repousse d'abord les avances du dieu de la guerre, Mars. Blessé par ce rejet, Mars cherche l'aide du dieu des sports, Euphron, qui crée le jeu d'échecs comme cadeau pour que Mars gagne le cœur de Caïssa.
Les premiers poèmes sur le jeu d'échecs sont, avant celui de Williams Jones, celui en latin de Marco Girolamo Vida, intitulé Scacchia Ludus (ou De Ludo scacchiorum), et sa traduction italienne par Marino.

## Euphron dans le poème de William Jones
Le poème de William Jones dit de lui :
| Above the palace of the Paphian queen Love's brother dwells, a boy of graceful port, By gods nam'd Euphron, and by mortals Sport. | Au-dessus du palais de la reine de Paphos Le frère de l'Amour demeure, garçon d'allure gracieuse, Nommé « Euphron » par les dieux, et « Sport » par les mortels. |